# Andrew Havill
Andrew Havill (1º giugno 1965) è un attore britannico.

## Biografia
Laureato in Inglese all'Università di Exeter, Havill ha iniziato la sua carriera come attore teatrale recitando per quattro anni con il National Youth Theatre della Gran Bretagna ed altri quattro con la Royal Shakespeare Company. Havill è anche un ex membro dell'Oxford University Dramatic Society, avendo recitato in produzioni teatrali a Oxford, tra cui Twelfth Night all'Oxford Playhouse, The Recruiting Officer al New College Cloisters e As You Like It ai giardini del Lady Margaret Hall.

### Teatro
Havill ha iniziato la sua carriera con la Royal Shakespeare Company (RSC). Nel 1989 ha interpretato Licandro nella produzione de Sogno di una notte di mezza estate al Royal Shakespeare Theatre e Reynaldo nella produzione de Amleto al Barbican Theatre. È apparso nelle produzioni de La donna in nero al Fortune Theatre nel 1989 e nel 1996.
Negli anni '90, Havill si è esibito in numerose opere teatrali nel West End di Londra e altrove. Ha interpretato diversi personaggi al Barbican Theatre in una produzione RSC de Arancia meccanica e al The Pit London in Una donna senza importanza. In collaborazione con la RSC, si è concentrato su Shakespeare; nel 1990 ha interpretato George Seacoal in Molto rumore per nulla, Peter Arnold in Due attori shakesperiani e il Mercante in La commedia degli errori; dal 1991 al 1992 ha interpretato Sir William Bagot in una produzione RSC di Riccardo II al Barbican Theatre di Londra.
Nel 2003, Havill ha interpretato il Capitano di gruppo Windbreak nella produzione de The Madness of George Dubya di Justin Butcher all'Arts Theatre di Londra. Michael Billington scrisse su The Guardian che "la produzione di Butcher... ha una sorprendente allegria; ... Andrew Havill, nel ruolo di un capitano di gruppo inefficace... si distingue." L'anno seguente, Havill fu scelto per interpretare il Reverendo James Morell in Candida di George Bernard Shaw, per la quale Lyn Gardner, de The Guardian, scrisse: "Gran parte del piacere della produzione d'epoca ben realizzata di Christopher Luscombe consiste nell'osservare l'interessante Morell, interpretato da Andrew Havill, passare da una fiducia in se stesso disinvolta a un dubbio perplesso, mentre inizia a comprendere che persino la bontà è una forma di egoismo."
Tra gli altri ruoli teatrali degli anni 2000 si annoverano la collaborazione con Alan Ayckbourn nella sua opera Virtual Reality, una produzione del West End de Ring Around the Moon di Jean Anouilh e ruoli nelle produzioni de La commedia degli errori e Le allegre comari di Windsor dirette da Chris Luscombe allo Shakespeare's Globe. Su quest'ultima, Lyn Gardner scrisse: "Il tempismo comico di Havill è una gioia."
Havill apparve anche nel ruolo di Frank Ford durante il tour americano del 2010 de Le allegre comari di Windsor. Ben Brantley commentò su The New York Times: "Nel ruolo di Ford... l'eccellente signor Havill è esattamente serio quanto necessario, ricordandoci che una delle principali funzioni della commedia è disinnescare bombe che, nella vita reale, spesso esplodono e distruggono." Nel 2012 e nel 2013 fece parte del cast originale dell'opera This House di James Graham, presentata al National Theatre e diretta da Jeremy Herrin.
Il suo percorso artistico ha incluso anche tre ruoli al Hampstead Theatre nelle rappresentazioni di Farewell to the Theatre, Drawing the Line e Wonderland e l'interpretazione del medico inglese Sir Gilbert Wedgecroft in una produzione del National Theatre de Waste, per la quale Anne Cox scrisse: "Havill offre un supporto eccellente... come sempre." Nel 2019, Havill ha interpretato Warren Lewis nella produzione de Shadowlands al Chichester Festival Theatre, al fianco degli attori Liz White e Hugh Bonneville, dopo aver recitato insieme a Bonneville nel film Downtown Abbey dello stesso anno.

### Televisione
Havill fece il suo esordio televisivo nel 1993 con un'apparizione in Soldier Soldier di Lucy Gannon e, l'anno successivo, interpretò il critico inglese John Davenport nella terza stagione de The House of Elliot. Dal 1997 al 1998 collaborò con Lynda La Plante nella serie drammatica Trial & Retribution, incarnando i personaggi di Clarence Oxley in Trial & Retribution I e Crispin Oxley in Trial & Retribution II. Nel 1999, la sua presenza in televisione fu particolarmente marcata con le miniserie Aristocrats e Wives and Daughters, in cui interpretò rispettivamente Charles Bunbury e Sir Charles Morton.
Negli anni 2000, Havill ampliò il suo repertorio televisivo interpretando il pittore Manet in The Impressionists e il marito della scrittrice di cucina Elizabeth David nel docudramma intitolato Elizabeth David. Inoltre, partecipò alla serie Daphne, fu protagonista come Chief Steward nell'episodio natalizio "Voyage of the Damned" di Doctor Who e fece una comparsa nella Serie 8 del dramma BBC Spooks.
Nel 2011, Havill vestì i panni del Reverendo Conrad Walker in un episodio di L'ispettore Barnaby su ITV, precisamente in The Night of the Stag. L'anno seguente, nel 2012, grazie alla sua fama di interpretare personaggi ben educati e dell'alta società, fu scelto per dare vita a Harry, il Royal Equerry, nell'episodio A Scandal in Belgravia della serie mistery policieristica Sherlock. Durante il decennio successivo, contribuì con la sua presenza a diverse produzioni televisive: interpretò Victor McKinley in Padre Brown della BBC, Edward Sidwell nell'ottavo episodio della prima stagione di The Coroner ("Napoleon's Violin") e Gareth Anderson in Vera (episodio Natural Selection) nel 2017.
Nel 2021, Havill interpretò il ruolo del proprietario della fabbrica Douglas Broome nella serie The Nevers e, nello stesso anno, ricoprì il personaggio del Professor Lucius Stamfield in Il giovane ispettore Morse. Nella quinta e sesta stagione de The Crown, prese il ruolo di Robert Fellowes, segretario privato della regina e cognato della principessa Diana, interpretazione per cui lui e dodici altri membri del cast furono nominati al premio Screen Actors Guild Award come miglior ensemble in una serie drammatica. Nel 2024, havill ha interpretato l'avvocato penalista Stuart Wentworth QC nel drama televisivo britannico Mr Bates vs The Post Office.

## Filmografia parziale

### Cinema
- Restoration - Il peccato e il castigo (Restoration), regia di Michael Hoffman (1995)
- Wilde, regia di Brian Gilbert (1997)
- Il tempo dell'amore, regia di Giacomo Campiotti (1999)
- Il discorso del re (The King's Speech), regia di Tom Hooper (2010)
- London Boulevard, regia di William Monahan (2010)
- 1921 - Il mistero di Rookford (The Awakening), regia di Nick Murphy (2011)
- Les Misérables, regia di Tom Hooper (2012)
- The Imitation Game, regia di Morten Tyldum (2014)
- Downton Abbey, regia di Michael Engler (2019)
- Il re (The King), regia di David Michôd (2019)
- L'ultimo Vermeer (The Last Vermeer), regia di Dan Friedkin (2019)
- Il ritratto del duca (The Duke), regia di Roger Michell (2020)
- Censor, regia di Prano Bailey-Bond (2021)

### Televisione
- Testimoni silenziosi (Silent Witness) – serie TV, 2 episodi (2006)
- L'ispettore Barnaby (Midsomer Murders) – serie TV, episodio 14x06 (2011)
- Man in an Orange Shirt – miniserie TV, 1 puntata (2017)
- Trust – serie TV, 4 episodi (2018)
- Il giovane ispettore Morse (Endeavour) – serie TV, episodio 8x01 (2021)
- The Nevers – serie TV, 5 episodi (2021-2023)
- The Crown – serie TV, 12 episodi (2022-2023)
- L'ispettore Dalgliesh (Dalgliesh) – serie TV, episodi 3x01-3x02 (2024)

## Doppiatori italiani
Nelle versioni in italiano delle opere in cui ha recitato, Ralph Ineson è stato doppiato da:
- Donato Sbodio in The Crown

Da doppiatore è sostituito da:
- Massimiliano Plinio in Final Fantasy XVI